# 方東樹
方東樹（1772年—1851年），字植之，晚號儀衛老人，安徽桐城人。為清代中期的文學家及思想家。師從桐城派古文名家姚鼐，亦為桐城派的重要人物。

## 生平
生于乾隆三十七年（1772年），屢試不中，五十歲以後遂不复应举，專事讀書。乾隆五十八年（1793年）至江宁钟山书院，受业于姚鼐。道光年間先後主講於韶阳书院、庐阳书院、泖湖书院、松滋书院。方東樹佩服朱熹，曾说“余生平读书，惟于朱子之言为独契，觉其与孔孟无二。故见人著书，凡与朱子抵触者辄恚恨，以为人性何以若是其弊也。”晚年应祁门县令唐鲁泉之邀，移任祁门东山书院（位于今安徽祁门县城东眉山）主讲。
咸丰元年（1851年）卒于东山书院。

## 成就
方東樹在思想史上的重要地位，在於在清中葉漢學（考據學）方盛之際，著了《漢學商兌》一書，大力批判清代考據學的內在問題。方東樹代表了在清朝逐漸由盛轉衰，國事日非之際，一種希望學術與道德，學術與社會能相結合的聲音，也因此對於當時非主流的宋代理學作支持及辯護。方東樹認為，漢學家希望以考據的方式來求得聖人之道是不可行的，因為同樣的考據方法常會得出不同的結果來，而這種在書堆中求得出的道理更是不適用於實際事務上。他這種對漢學的强烈批判，雖未立即促成漢學的衰退，但促成了漢學一元壟斷學術界時代的結束。

## 著作
其著作有《漢學商兌》、《昭昧詹言》、《書林揚觶》、《儀衛軒文集》等。

## 延伸阅读
[在维基数据编辑]
 《清史稿/卷486》，出自趙爾巽《清史稿》